# Sveateatern
Sveateatern (tidigare även kallad Biografteatern Svea) är ett biograf- och teaterhus som uppfördes  1911-1912 i kvarteret Mars i Stenstaden i Sundsvall. 

## Historia
1910 inköpte skohandlaren Gottfrid Nilsson fastigheten och lät där bygga en biograf. Ragnar Östberg fick uppdraget att rita anläggningen, som invigdes 6 april 1912.. 
Huset utsågs till byggnadsminne 29 april 1988. 
1986 visades den sista filmen på biografen Svea. 1993 omvandlades byggnaden till teatersalong för  Teater Västernorrland. Lokalerna har senare åter fått projektorer för biovisning vid enstaka tillfällen.
Husets källarlokaler används idag som biljardlokal av DownTown Biljard och pub med ingång på sidan av huset, till höger om teaterns huvudentré.